# Municipio de Big Lick
El municipio de Big Lick (en inglés: Big Lick Township) es un municipio ubicado en el  condado de Stanly en el estado estadounidense de Carolina del Norte. En el año 2010 tenía una población de 5.125 habitantes.

## Geografía
El municipio de Big Lick se encuentra ubicado en las coordenadas 35°13′59.52″N 80°19′41.23″O / 35.2332000, -80.3281194.